# Orchestoidea corniculata
Orchestoidea corniculata är en kräftdjursart som beskrevs av Stout 1913. Orchestoidea corniculata ingår i släktet Orchestoidea och familjen tångloppor. Inga underarter finns listade i Catalogue of Life.